# Стрибки у воду на Чемпіонаті Європи з водних видів спорту 2022 — трамплін, 3 метри (чоловіки)
Змагання зі стрибків у воду з триметрового трампліна серед чоловіків на Чемпіонаті Європи з водних видів спорту 2022 відбулись 20 серпня.

## Результати[2][3]
| Місце | Спортсмен          | Країна          | Попередні змагання | Попередні змагання | Фінал              | Фінал              |
| Місце | Спортсмен          | Країна          | Бали               | Місце              | Бали               | Місце              |
| ----- | ------------------ | --------------- | ------------------ | ------------------ | ------------------ | ------------------ |
| 1     | Лоренцо Марсалья   | Італія          | 382.35             | 3                  | 453.85             | 1                  |
| 2     | Джордан Гаулден    | Велика Британія | 364.00             | 6                  | 428.55             | 2                  |
| 3     | Джованні Точчі     | Італія          | 413.00             | 1                  | 392.70             | 3                  |
| 4     | Ґійом Дютуа        | Швейцарія       | 367.75             | 5                  | 382.75             | 4                  |
| 5     | Джек Лафер         | Велика Британія | 392.30             | 2                  | 375.70             | 5                  |
| 6     | Данило Коновалов   | Україна         | 351.45             | 7                  | 368.30             | 6                  |
| 7     | Анджей Решутек     | Польща          | 334.25             | 11                 | 358.80             | 7                  |
| 8     | Адріан Абадія      | Іспанія         | 342.35             | 9                  | 352.10             | 8                  |
| 9     | Тімо Бартель       | Німеччина       | 340.70             | 10                 | 350.80             | 9                  |
| 10    | Йонатон Суков      | Швейцарія       | 380.50             | 4                  | 349.25             | 10                 |
| 11    | Давід Екдаль       | Швеція          | 332.65             | 12                 | 318.45             | 11                 |
| 12    | Альберто Аревало   | Іспанія         | 347.50             | 8                  | 307.80             | 12                 |
| 13    | Атганасіос Цірікос | Греція          | 316.95             | 13                 | Завершили змагання | Завершили змагання |
| 14    | Жуль Бує           | Франція         | 315.35             | 14                 | Завершили змагання | Завершили змагання |
| 15    | Александр Гарт     | Австрія         | 313.20             | 15                 | Завершили змагання | Завершили змагання |
| 16    | Моріц Вейсманн     | Німеччина       | 309.25             | 16                 | Завершили змагання | Завершили змагання |
| 17    | Теофілос Афтіньйос | Греція          | 316.95             | 17                 | Завершили змагання | Завершили змагання |
| 18    | Ківанч Гюр         | Туреччина       | 284.45             | 18                 | Завершили змагання | Завершили змагання |
| 19    | Юго Юнттіла        | Фінляндія       | 273.90             | 19                 | Завершили змагання | Завершили змагання |
| 20    | Сандро Мелікідзе   | Грузія          | 265.45             | 20                 | Завершили змагання | Завершили змагання |
| 21    | Торніке Онікашвілі | Грузія          | 241.45             | 21                 | Завершили змагання | Завершили змагання |
| 22    | Якоб Штольц        | Швеція          | 193.05             | 22                 | Завершили змагання | Завершили змагання |